# The Singer
The Singer é o sétimo álbum de estúdio da cantora e atriz americana Liza Minnelli, lançado em 1973. Trata-se de seu primeiro lançamento pela Columbia Records e foi bastante aguardado pelo público. As canções escolhidas são em maioria sucessos de verão dos anos de 1972 e 1973.
A divulgação do trabalho ocorreu com anúncios de página inteira em diversas revistas (como a Billboard) e comerciais em rádios.
A recepção dos críticos especializados em música foi, em maioria, favorável. Comercialmente, obteve um dos melhores desempenhos em paradas de sucesso da carreira de Minnelli.

## Antecedentes e contexto
A mudança em relação aos trabalhos fonográficos de Minnelli, iniciou-se em 1 de março de 1972, quando a atriz e cantora assinou seu contrato com a Columbia Records. Em setembro de 1972, iniciaram-se as gravações do que seria The Singer.
Originalmente, a também cantora e atriz Barbra Streisand, colega de gravadora, lançaria um álbum de mesmo nome e com a faixa de Walter Marks, mas o projeto foi arquivado, permitindo que Liza Minnelli desse vida a um álbum que se tornaria uma parte significativa de sua própria trajetória musical.
Em 1972,  a cantora encontrava-se no momento de maior sucesso de toda a sua carreira, devido a sua atuação no bem sucedido filme Cabaret que rendeu a ela o Oscar de melhor atriz. Na mesma época, seu especial Liza with a Z rendeu não só bons índices de audiência, como ganhou quatro prêmios Emmy Awards e sua trilha sonora foi certificada com um disco de ouro (da mesma forma que a trilha do filme mencionado) pela Recording Industry Association of America.
O desafio com The Singer, portanto, era torná-lo uma vitrine comparável a seus projetos supracitados anteriormente. A faixa-título, "The Singer", assemelha-se a canções de Cabaret e há uma sensação da proeza de atuação de Minnelli em sua performance nas faixas "I'd Love You To Want Me" e "Don't Let Me Be Lonely Tonight".
O início dos anos 1970 foi de fato um dos períodos em que os cantores-compositores estavam em ascendência e o álbum tem em sua lista de faixa canções desses artistas, a saber: James Taylor, Stevie Wonder, Bill Withers, Mac Davis e Carly Simon.

## Recepção crítica
| Críticas profissionais | Críticas profissionais |
| Avaliações da crítica  | Avaliações da crítica  |
| Fonte                  | Avaliação              |
| ---------------------- | ---------------------- |
| AllMusic               | [ 4 ]                  |
| Billboard              | Favorável              |
| Cidade de Santos       | Favorável              |
| Tribuna da Imprensa    | Desfavorável           |

William Ruhlmann, do site AllMusic afirmou que a lista de faixas consiste em canções que parecem ter sido escolhidas com base no que era sucesso nos verões de 1972 e 1973. Apesar disso, ele avaliou com três estrelas de cinco e escreveu que parecia que a cantora deu seu melhor em sua interpretação das canções.
O crítico da revista Billboard elegeu "Oh, Babe, What Would You Say?", "I'd Love You to Want Me", "Where Is the Love?" e "Dancing in the Moonlight" como as melhores faixas e considerou os vocais claros e convincentes, ao mesmo tempo que demonstram a essência vibrante da cantora.
No Brasil, o crítico do jornal Cidade de Santos escreveu que o LP merecia destaque não só pela voz da cantora mas como o trabalho dos maestros Al Capps e Marvin Hamlisch. Ele considerou a seleção de faixas suave e bem escolhida e findou chamando-o de "um ótimo lançamento".
Flávio Marinho, do jornal Tribuna da Imprensa, pontuou que as faixas "Where's the Love" e "You're So Vain" eram as versões definitivas dessas canções. Apesar disso, no todo,  achou as interpretações afetadas e frias como as do cantor Johnny Mathis e sentiu falta de canções no estilo de "My Mommy" que ela gravou em discos anteriores.

## Desempenho comercial
Em relação as paradas musicais da revista Billboard, atingiu a posição de número 38 na Billboard 200, e passou 20 semanas na mesma tabela.
O single da faixa "The Singer" atingiu a posição de número 42 na parada de adult contemporary do Canadá, publicada pela revista RPM.
De acordo com Clive Davis, o álbum vendeu 20,000 cópias antecipadamente no Reino Unido, como publicado na revista Billboard, de 26 de maio de 1973. No país mencionado, atingiu a posição de número 45, em 16 de junho de 1973, sua única aparição na tabela.

## Lista de faixas
- Créditos adaptados do encarte do CD The Singer.[22]

| N.º            | Título                            | Compositor(es)                  | Duração |  |
| 1.             | "I Believe in Music"              | Mac Davis                       | 3:37    |  |
| 2.             | "Use Me"                          | Bill Withers                    | 3:39    |  |
| 3.             | "I'd Love You to Want Me"         | Lobo                            | 3:36    |  |
| 4.             | "Oh, Babe, What Would You Say?"   | Eileen Sylvia Smith             | 3:31    |  |
| 5.             | "You're So Vain"                  | Carly Simon                     | 3:30    |  |
| 6.             | "Where Is the Love?"              | Ralph MacDonald, William Salter | 3:49    |  |
| 7.             | "The Singer"                      | Walter Marks                    | 2:31    |  |
| 8.             | "Don't Let Me Be Lonely Tonight"  | James Taylor                    | 3:51    |  |
| 9.             | "Dancing in the Moonlight"        | Sherman Kelly                   | 3:19    |  |
| 10.            | "You Are the Sunshine of My Life" | Stevie Wonder                   | 2:36    |  |
| 11.            | "Baby Don't Get Hooked on Me"     | Mac Davis                       | 2:52    |  |
| Duração total: | Duração total:                    | Duração total:                  | 36:14   |  |

| Expanded Edition (bonus tracks) |                                     |                       |         |  |
| N.º                             | Título                              | Compositor(es)        | Duração |  |
| 12.                             | "Mr. Emery Won't Be Home"           | Bob Stone             | 2:48    |  |
| 13.                             | "All That Jazz" (From Chicago)      | John Kander, Fred Ebb | 3:05    |  |
| 14.                             | "My Own Best Friend" (From Chicago) | John Kander, Fred Ebb | 3:10    |  |
| 15.                             | "Me and My Baby" (From Chicago)     | John Kander, Fred Ebb | 1:53    |  |

## Tabelas

### Tabelas semanais
| Tabela musical (1973)          | Melhor posição |
| ------------------------------ | -------------- |
| Canadá (RPM)                   | 45             |
| Estados Unidos (Billboard 200) | 38             |
| Reino Unido (UK Albums Chart)  | 45             |